# MAN Diesel

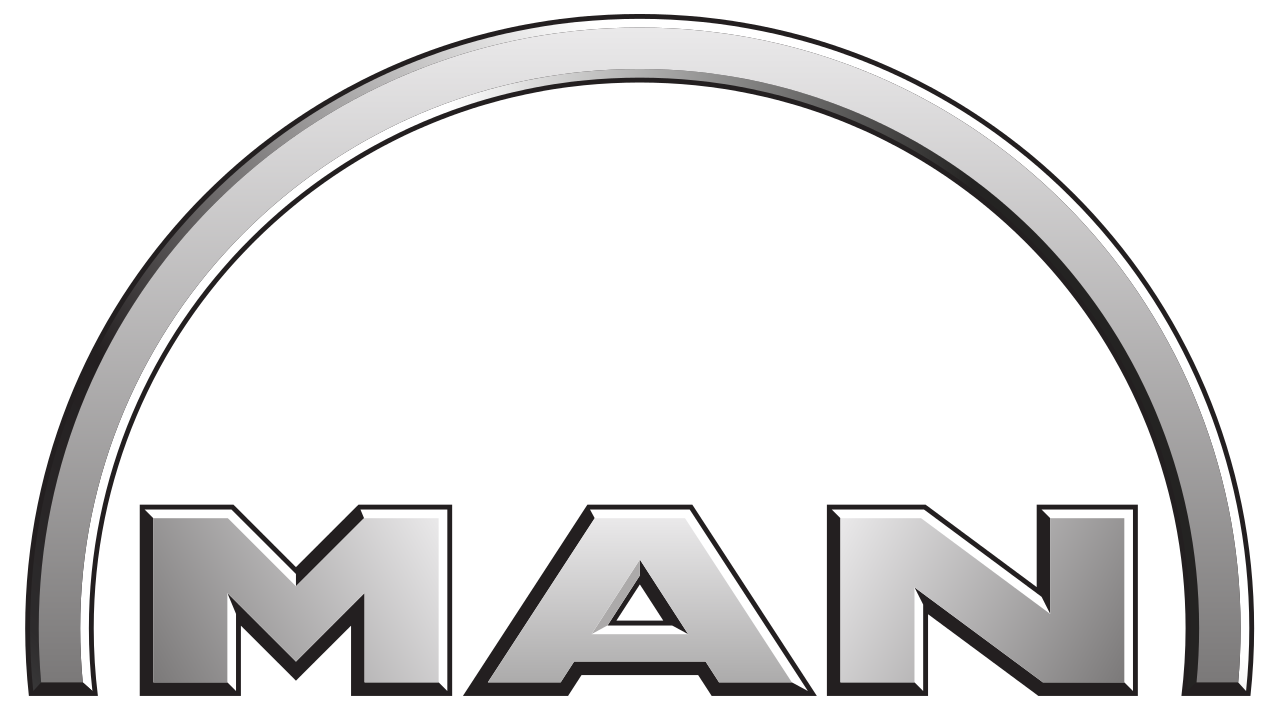
Logo de MAN

MAN Diesel est une filiale de MAN, basée à Augsbourg en Allemagne. MAN Diesel produit des moteurs Diesel utilisés notamment en propulsion navale et en groupes électrogènes (centrale électrique).